# Aeropuerto Internacional Jomo Kenyatta
El Aeropuerto Internacional Jomo Kenyatta, (IATA: NBO, OACI: HKJK) anteriormente llamado Aeropuerto Embakasi y Aeropuerto Internacional de Nairobi, es la mayor instalación de aviación de Kenia, y es el aeropuerto con más movimiento del Centro de África. Es el sexto aeropuerto con más movimiento en África. El aeropuerto recibe su nombre del primer ministro y presidente de Kenia, Jomo Kenyatta.
El aeropuerto Kenyatta está ubicado en Embakasi, un suburbio al sureste de Nairobi. El aeropuerto está ubicado a 15 kilómetros del centro de Nairobi, y en los límites de la ciudad. La Autovía Mombasa discurre adyacente al aeropuerto, y es el principal nexo de unión entre Nairobi y el aeropuerto.
El aeropuerto es la base de operaciones principal de Kenya Airways y Five Forty Aviation.
El aeropuerto Jomo Kenyatta cuenta con la pista 06/24. La cabecera 06 está equipada con ILS, y es utilizada tanto para despegues como para aterrizajes. El aeropuerto cuenta con una terminal construida en los 70. La antigua terminal "Embakasi", ahora utilizada para carga e instalación de entrenamiento de la Fuerza Aérea de Kenia, fue construida antes de los 60.
En 2006, el aeropuerto atendió a unos 4.400.000 pasajeros.

## Historia
El Aeropuerto de Nairobi Embakasi fue inaugurado en mayo de 1958, por el otrora Gobernador de Kenia, Evelyn Baring. El aeropuerto iba a ser inaugurado por la Reina Isabel, La Reina Madre, sin embargo, sufrió un retraso en Australia y no pudo efectuar la ceremonia.
La actual terminal fue construida más tarde al otro lado de la pista y el aeropuerto fue rebautizado como Aeropuerto Internacional Jomo Kenyatta. La antigua terminal es también conocida como Antiguo Aeropuerto de Embakasi y es utilizada por la Fuerza Aérea de Kenia.

## Terminal

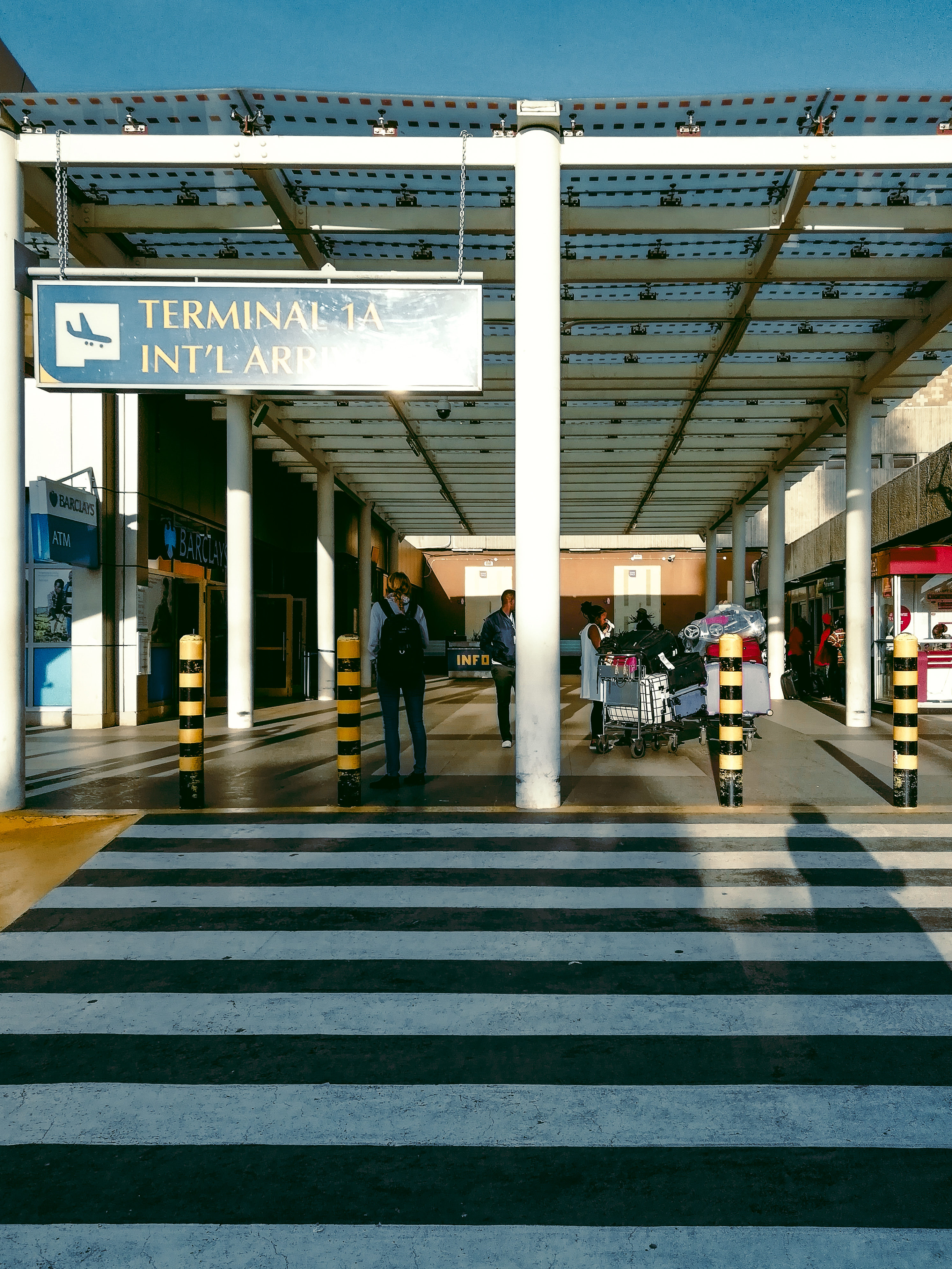
Terminal 1A (2018)

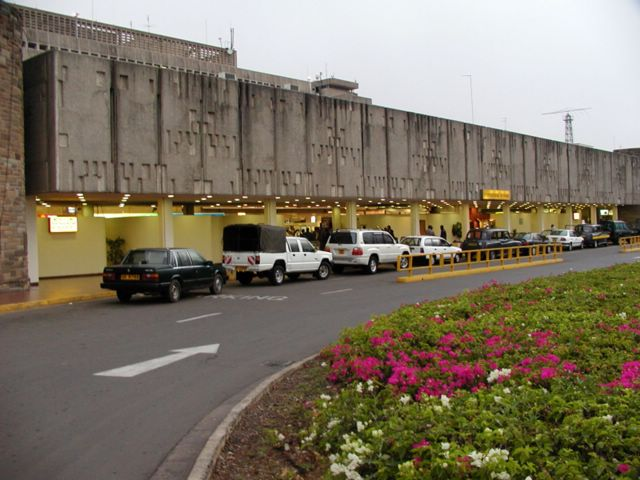
Aeropuerto Internacional Jomo Kenyatta (2005).

El aeropuerto internacional Jomo Kenyatta cuenta con una terminal de tres módulos. Los módulos 1 y 2 son utilizados principalmente para vuelos internacionales mientras que el módulo 3 es utilizado principalmente para vuelos de cabotaje.
Los pasajeros en salida efectúan la facturación en los módulos 1 y 2 dependiendo de sus destinos. Ambos módulos cuentan con mostradores de facturación de las aerolíneas que operan con sistema CUTE, y mostradores de control de pasaportes en la planta baja donde los pasajeros son controlados antes de ser autorizados a dirigirse a la sala de embarque en la primera plata a la que se accede mediante escaleras o ascensores. Hay ocho puertas de embarque utilizadas para acceder al avión a través de fingers. Las llegadas de pasajeros internacionales pasan por las mismas puertas que les llevan directamente a los controles de pasaportes en la primera planta antes de pasar a la recogida de equipaje situada en la planta baja. La sala de equipajes está compuesta de diversas cintas de recogida de equipajes.
Los bancos, taxis, alquiler de vehículos, touroperadores y oficinas de reservas hoteleras están convenientemente situadas en la zona de llegadas. Hay paradas de buses regulares al centro de la ciudad en los módulos 1 y 2.
El restaurante Simba está ubicado en la quinta planta del edificio central. Hay una cafetería gestionada por Home Park en el módulo 1, restaurante y pub en el módulo 2, cafetería y bar en el módulo 3 y en la sala de llegadas internacionales – todos gestionados por NAS. También hay máquinas de bebidas en cada uno de los módulos.

## Ampliación futura
El 14 de octubre de 2005, la Dirección de Aeropuertos de Kenia anunció sus planes para ampliar el aeropuerto internacional Jomo Kenyatta. Durante los dos años siguientes, anunció la mejora de las infraestructuras aeroportuarias en Kenia, especialmente en Nairobi.
El proyecto de ampliación fue impulsado cuando el tráfico de pasajeros anuales en Jomo Kenyatta alcanzó los cuatro millones, cuando el aeropuerto está diseñado para atender a sólo dos millones y medio de pasajeros al año.
La ampliación supondrá doblar el espacio del aeropuerto, de 25.662 metros cuadrados a 55.222. El aparcamiento, que está actualmente en remodelación, será incrementado de 200.000 metros cuadrados a unos 300.000 metros cuadrados, y se construirán rodaduras adicionales. Las secciones de llegadas y salidas serán separadas.
La ampliación permitirá acoger a nueve millones de pasajeros al año. El proyecto costará a la Dirección de Aeropuertos de Kenia 100 millones de dólares. El Banco Mundial proporcionará 10 millones de dólares. La primera fase de mejora comenzó el 29 de septiembre de 2006.
Actualmente el gobierno está debatiendo si el Aeropuerto Internacional Jomo Kenyatta debería contar con una segunda pista. Este debate surgió a raíz de un incidente que supuso el cierre de la única pista operacional durante un día.

## Aerolíneas y destinos

### Destinos nacionales
| Ciudad  | Nombre del aeropuerto               | Aerolíneas                    | Aeronaves       | Frecuencias semanales |       |
| Kenia   | Kenia                               | Kenia                         | Kenia           | Kenia                 | Kenia |
| ------- | ----------------------------------- | ----------------------------- | --------------- | --------------------- | ----- |
| Eldoret | Aeropuerto Internacional de Eldoret | Fly540 Jambojet Kenya Airways | DHC-8 402 E-190 |                       |       |
| Kisumu  | Aeropuerto de Kisumu                | Fly540 Jambojet Kenya Airways | DHC-8 402 E-190 |                       |       |
| Malindi | Aeropuerto de Malindi               | Fly540 Kenya Airways          |                 |                       |       |
| Mombasa | Aeropuerto Internacional Moi        | Fly540 Jambojet Kenya Airways | DHC-8 402       |                       |       |

### Destinos internacionales
| Ciudades por países             | Nombre del aeropuerto                             | Aerolíneas                                                                       | Aeronaves                 | Frecuencias semanales |        |
| África                          | África                                            | África                                                                           | África                    | África                | África |
| ------------------------------- | ------------------------------------------------- | -------------------------------------------------------------------------------- | ------------------------- | --------------------- | ------ |
| Angola                          |                                                   |                                                                                  |                           |                       |        |
| Luanda                          | Aeropuerto Internacional Quatro de Fevereiro      | Kenya Airways (Directo o Via BZV)                                                |                           |                       |        |
| Burundi                         |                                                   |                                                                                  |                           |                       |        |
| Buyumbura                       | Aeropuerto Internacional de Buyumbura             | Kenya Airways (Directo o Via KGL)                                                | E-190                     |                       |        |
| Camerún                         |                                                   |                                                                                  |                           |                       |        |
| Duala                           | Aeropuerto Internacional de Douala                | Kenya Airways (Directo o Via BGF)                                                | E-190                     |                       |        |
| Yaundé                          | Aeropuerto Internacional de Yaundé Nsimalen       | Kenya Airways (Via DLA)                                                          |                           |                       |        |
| Comoras                         |                                                   |                                                                                  |                           |                       |        |
| Moroni                          | Aeropuerto Internacional Príncipe Said Ibrahim    | Kenya Airways                                                                    |                           |                       |        |
| Costa de Marfil                 |                                                   |                                                                                  |                           |                       |        |
| Abiyán                          | Aeropuerto Internacional Félix Houphouët-Boigny   | Kenya Airways                                                                    |                           |                       |        |
| Egipto                          |                                                   |                                                                                  |                           |                       |        |
| El Cairo                        | Aeropuerto Internacional de El Cairo              | Egyptair Kenya Airways                                                           |                           |                       |        |
| Etiopía                         |                                                   |                                                                                  |                           |                       |        |
| Adís Abeba                      | Aeropuerto Internacional Bole                     | Ethiopian Kenya Airways                                                          | B737 E-190                |                       |        |
| Ghana                           |                                                   |                                                                                  |                           |                       |        |
| Acra                            | Aeropuerto Internacional Kotoka                   | Kenya Airways                                                                    |                           |                       |        |
| Liberia                         |                                                   |                                                                                  |                           |                       |        |
| Monrovia                        | Aeropuerto Internacional Roberts                  | Kenya Airways (Vía ACC)                                                          |                           |                       |        |
| Madagascar                      |                                                   |                                                                                  |                           |                       |        |
| Antananarivo                    | Aeropuerto Internacional Ivato                    | Kenya Airways (Directo o Via HAH)                                                | E-190                     |                       |        |
| Malaui                          |                                                   |                                                                                  |                           |                       |        |
| Blantyre                        | Aeropuerto Internacional Chileka                  | Kenya Airways                                                                    |                           |                       |        |
| Lilongüe                        | Aeropuerto Internacional de Lilongüe              | Ethiopian Kenya Airways                                                          | B737 E-190                |                       |        |
| Mali                            |                                                   |                                                                                  |                           |                       |        |
| Bamako                          | Aeropuerto Internacional de Bamako-Sénou          | Kenya Airways                                                                    |                           |                       |        |
| Marruecos                       |                                                   |                                                                                  |                           |                       |        |
| Casablanca                      | Aeropuerto Internacional Mohammed V               | Royal Air Maroc (Via NDJ)                                                        |                           |                       |        |
| Mauricio                        |                                                   |                                                                                  |                           |                       |        |
| Port Louis                      | Aeropuerto Internacional de Mauricio              | Air Mauritius Kenya Airways                                                      |                           |                       |        |
| Mayotte                         |                                                   |                                                                                  |                           |                       |        |
| Dzaoudzi                        | Aeropuerto Internacional de Dzaoudzi Pamandzi     | Kenya Airways                                                                    | E-190                     |                       |        |
| Mozambique                      |                                                   |                                                                                  |                           |                       |        |
| Maputo                          | Aeropuerto Internacional de Maputo                | Kenya Airways LAM Aerolíneas de Mozambique (Via PEM)                             |                           |                       |        |
| Nampula                         | Aeropuerto Internacional de Nampula               | Kenya Airways (Via LLW)                                                          | E-190                     |                       |        |
| Nigeria                         |                                                   |                                                                                  |                           |                       |        |
| Lagos                           | Aeropuerto Internacional Murtala Muhammed         | Kenya Airways                                                                    |                           |                       |        |
| República Centroafricana        |                                                   |                                                                                  |                           |                       |        |
| Bangui                          | Aeropuerto Internacional de Bangui M'Poko         | Kenya Airways (Directo o Via EBB)                                                | E-190                     |                       |        |
| República del Congo             |                                                   |                                                                                  |                           |                       |        |
| Brazzaville                     | Aeropuerto de Maya-Maya                           | Kenya Airways (Directo o Via LAD)                                                |                           |                       |        |
| República Democrática del Congo |                                                   |                                                                                  |                           |                       |        |
| Kinsasa                         | Aeropuerto Internacional de N'Djili               | Kenya Airways (Directo o Via BZZ) Kenya Airways operado por Hi Fly Malta         | A330-302                  |                       |        |
| Lubumbashi                      | Aeropuerto de Lubumbashi                          | Kenya Airways (Directo o Via NDL)                                                | E-190                     |                       |        |
| Ruanda                          |                                                   |                                                                                  |                           |                       |        |
| Kigali                          | Aeropuerto Internacional de Kigali                | Kenya Airways (Directo o Via BJM) RwandAir (Directo o Via EBB)                   |                           |                       |        |
| Seychelles                      |                                                   |                                                                                  |                           |                       |        |
| Mahé                            | Aeropuerto Internacional de Seychelles            | Kenya Airways                                                                    | E-190                     |                       |        |
| Senegal                         |                                                   |                                                                                  |                           |                       |        |
| Dakar                           | Aeropuerto Internacional Blaise Diagne            | Kenya Airways                                                                    |                           |                       |        |
| Somalia                         |                                                   |                                                                                  |                           |                       |        |
| Mogadiscio                      | Aeropuerto Internacional Aden Adde                | African Express Airways Kenya Airways                                            | E-190                     |                       |        |
| Sudáfrica                       |                                                   |                                                                                  |                           |                       |        |
| Johannesburgo                   | Aeropuerto Internacional de Johannesburgo         | Kenya Airways South African Airways                                              | A3xx                      |                       |        |
| Sudán                           |                                                   |                                                                                  |                           |                       |        |
| Jartum                          | Aeropuerto Internacional de Jartum                | Kenya Airways                                                                    |                           |                       |        |
| Sudán del Sur                   |                                                   |                                                                                  |                           |                       |        |
| Yuba                            | Aeropuerto Internacional de Yuba                  | Kenya Airways                                                                    | E-190                     |                       |        |
| Tanzania                        |                                                   |                                                                                  |                           |                       |        |
| Dar es-Salam                    | Aeropuerto Internacional Julius Nyerere           | Kenya Airways Precision Air (Directo o Via ZNZ)                                  | ATR                       |                       |        |
| Kilimanjaro                     | Aeropuerto Internacional del Kilimanjaro          | Kenya Airways Precision Air                                                      | E-190 ATR                 |                       |        |
| Zanzíbar                        | Aeropuerto Internacional de Zanzíbar              | Kenya Airways Precision Air                                                      | E-190 ATR                 |                       |        |
| Uganda                          |                                                   |                                                                                  |                           |                       |        |
| Entebbe                         | Aeropuerto Internacional de Entebbe               | Fly-SAX Jambojet Kenya Airways RwandAir Uganda Airlines operado por Lift Airline | DHC-8 402 CRJ900 A320-231 |                       |        |
| Yibuti                          |                                                   |                                                                                  |                           |                       |        |
| Yibuti                          | Aeropuerto Internacional de Yibuti-Ambouli        | Kenya Airways (Directo o Via ADB)                                                |                           |                       |        |
| Zambia                          |                                                   |                                                                                  |                           |                       |        |
| Livingstone                     | Aeropuerto Internacional de Livingstone           | Kenya Airways                                                                    |                           |                       |        |
| Lusaka                          | Aeropuerto Internacional de Lusaka                | Kenya Airways (Directo o Via HRE)                                                |                           |                       |        |
| Ndola                           | Aeropuerto de Ndola                               | Kenya Airways (Directo o Via FMB)                                                | E-190                     |                       |        |
| Zimbabue                        |                                                   |                                                                                  |                           |                       |        |
| Harare                          | Aeropuerto Internacional de Harare                | Kenya Airways (Directo o Via LSK)                                                |                           |                       |        |
| Victoria Falls                  | Aeropuerto de Victoria Falls                      | Kenya Airways                                                                    |                           |                       |        |
| América                         |                                                   |                                                                                  |                           |                       |        |
| Estados Unidos                  |                                                   |                                                                                  |                           |                       |        |
| Nueva York                      | Aeropuerto Internacional John F. Kennedy          | Kenya Airways                                                                    | B787-8                    |                       |        |
| Asia                            |                                                   |                                                                                  |                           |                       |        |
| Arabia Saudita                  |                                                   |                                                                                  |                           |                       |        |
| Yida                            | Aeropuerto Internacional Rey Khalid               | Saudia                                                                           |                           |                       |        |
| Catar                           |                                                   |                                                                                  |                           |                       |        |
| Doha                            | Aeropuerto Internacional Hamad                    | Qatar Airways                                                                    |                           |                       |        |
| China                           |                                                   |                                                                                  |                           |                       |        |
| Changsha                        | Aeropuerto Internacional de Changsha-Huanghua     | China Southern Airlines                                                          |                           |                       |        |
| Guangzhou                       | Aeropuerto Internacional de Cantón-Baiyun         | China Southern Airlines (Directo o Via CHG) Kenya Airways (Via BGK)              |                           |                       |        |
| Emiratos Árabes Unidos          |                                                   |                                                                                  |                           |                       |        |
| Abu Dabi                        | Aeropuerto Internacional de Abu Dabi              | Etihad Airways                                                                   |                           |                       |        |
| Dubái                           | Aeropuerto Internacional de Dubái                 | Emirates Kenya Airways operado por Hi Fly Malta                                  | B777-300ER A330-302       |                       |        |
| Sharjah                         | Aeropuerto Internacional de Sharjah               | Air Arabia                                                                       | A32x                      |                       |        |
| India                           |                                                   |                                                                                  |                           |                       |        |
| Ahmedabad                       | Aeropuerto Internacional Sardar Vallabhbhai Patel | Air India                                                                        |                           |                       |        |
| Bombay                          | Aeropuerto Internacional Chhatrapati Shivaji      | Kenya Airways                                                                    |                           |                       |        |
| Tailandia                       |                                                   |                                                                                  |                           |                       |        |
| Bangkok                         | Aeropuerto Internacional Suvarnabhumi             | Kenya Airways                                                                    |                           |                       |        |
| Europa                          |                                                   |                                                                                  |                           |                       |        |
| Alemania                        |                                                   |                                                                                  |                           |                       |        |
| Fráncfort del Meno              | Aeropuerto de Fráncfort del Meno                  | Lufthansa                                                                        | A3x0                      |                       |        |
| Francia                         |                                                   |                                                                                  |                           |                       |        |
| París                           | Aeropuerto de París-Charles de Gaulle             | Air France Kenya Airways                                                         | B7x7 B787-8               |                       |        |
| Países Bajos                    |                                                   |                                                                                  |                           |                       |        |
| Ámsterdam                       | Aeropuerto de Ámsterdam-Schiphol                  | Kenya Airways KLM                                                                | B7x7                      |                       |        |
| Reino Unido                     |                                                   |                                                                                  |                           |                       |        |
| Londres                         | Aeropuerto de Londres-Heathrow                    | British Airways Kenya Airways                                                    | A350 B787-8               |                       |        |
| Turquía                         |                                                   |                                                                                  |                           |                       |        |
| Estambul                        | Aeropuerto Internacional de Estambul              | Turkish Airlines                                                                 |                           |                       |        |

### Aerolíneas de carga
| Aerolíneas                       | Destinos                          |
| -------------------------------- | --------------------------------- |
| Air Cargo Germany                | Hahn                              |
| Air France Cargo                 | París-Charles de Gaulle           |
| Cargolux                         | Luxemburgo, Maastricht            |
| Emirates SkyCargo                | Dubái                             |
| Etihad Crystal Cargo             | Abu Dabi                          |
| Evergreen International Airlines |                                   |
| Lufthansa Cargo                  | Fráncfort                         |
| Martinair Cargo                  | Ámsterdam                         |
| KLM Cargo                        | Ámsterdam                         |
| Saudi Arabian Airlines Cargo     | Ámsterdam, Yeda                   |
| Simba Air Cargo                  |                                   |
| Singapore Airlines Cargo         | Bruselas, Johannesburgo, Singapur |
| Turkish Cargo                    | Estambul Turquía                  |

## Estadísticas
Ver fuente y consulta Wikidata.

## Accidentes e incidentes
- El 20 de noviembre de 1974, el Vuelo 540 de Lufthansa, el Boeing 747-130, D-ABYB "Hessen" (Estado alemán) y entregado en 1970 a Lufthansa, se estrelló mientras despegaba de la pista 24 en Nairobi matando a 59 de las 157 personas a bordo. El avión se encontraba en vuelo de Frankfurt a Nairobi y posteriormente a Johannesburgo.

- En mayo de 1989 un Boeing 707-330B operado por Somali Airlines se salió de pista y se estrelló en un campo cercano al aeropuerto. El avión tenía setenta personas a bordo, pero no hubo que lamentar heridos.

- El 4 de diciembre de 1990, un Boeing 707-321C operado por Sudania Air Cargo se estrelló cerca del aeropuerto cuando aterrizaba. Las diez personas a bordo murieron.

- El 30 de enero de 2000, el Vuelo 431 de Kenya Airways que debía volar de Nairobi a Lagos y Abiyán, fue desviado directamente a Abiyán. El avión se estrelló contra el agua cuando despegaba en rumbo a Lagos.

- El 5 de mayo de 2007, el Vuelo 507 de Kenya Airways, en ruta desde Douala, Camerún se dio por perdido. No hubo noticias sobre las personas a bordo. Se notificó que no hubo supervivientes cuando se encontraron sus restos cerca de Douala, Camerún.
- El 10 de marzo de 2019, el Vuelo 302 de Ethiopian Airlines, un vuelo operado por un recién estrenado Boeing 737 MAX 8, que venía desde Adis Abeba, se estrelló a los pocos minutos de despegue debido a un fallo en el sistema MCAS. No hubo supervivientes.